# ريبيكا أندرادي
ريبيكا أندرادي (بالبرتغالية: Rebeca Andrade) هي لاعبة جمباز فني برازيلية، ولدت في 8 مايو 1999 في غوارولوس في البرازيل. فازت بالميدالية الذهبية في منافسات الحركات الأرضية في دورة الألعاب الأولمبية الصيفية 2024 في باريس .

## وصلات خارجية
- ريبيكا أندرادي على موقع الاتحاد الدولي للجمباز (licence) (الإنجليزية)
- ريبيكا أندرادي على موقع الاتحاد الدولي للجمباز (biography) (الإنجليزية)
- ريبيكا أندرادي على موقع اللجنة الأولمبية الدولية (الإنجليزية)
- ريبيكا أندرادي على موقع أوليمبيديا (الإنجليزية)
- ريبيكا أندرادي على موقع اللجنة الأولمبية البرازيلية (البرتغالية)